# ترسوف
ترسوف (به لاتین: Třesov) یک سکونتگاه مسکونی در جمهوری چک است که در منطقه تربیچ واقع شده‌است.

## خصوصیات
ترسوف ۴٫۳ کیلومترمربع مساحت و ۹۲ نفر جمعیت دارد و ۴۵۱ متر بالاتر از سطح دریا واقع شده‌است.